# Тут... недалеко
«Тут… недалеко» — радянський маловідомий короткометражний художній фільм 1979 року, дипломна робота режисера Георгія Ніколаєнка, знайдена сином Юрія Нікуліна — Максимом Нікуліним в сімейному архіві.

## Сюжет
Ветеран Німецько-радянської війни приїхав в Москву, щоб знайти своїх однополчан. Але в пошуках друзів його переслідують невдачі: хтось помер, хтось переїхав — і він розгублено бурмоче таксисту, називаючи чергові адреси: «Тут… недалеко…». Нарешті він випадково зустрічає свого товариша по службі. Вони йдуть в свій старий бліндаж, згадують однополчан.

## У ролях
- Юрій Нікулін —  приїжджий
- Лев Дуров —  Рябьєв, інспектор ДАІ
- Борис Токарєв —  таксист Пашка
- Микола Смирнов —  Петро, однополчанин приїжджого

## Знімальна група
- Автор сценарію та режисер:  Георгій Ніколаєнко
- Оператор:  Анатолій Гришко
- Художник:  Ігор Бахметьєв
- Композитор: Олександр Гольдштейн
- Диригент:  Сергій Скрипка
- Художник по костюмах:  Маріам Биховська
- Художній керівник:  Лео Арнштам